# Нова-Рома-ду-Сул
Нова-Рома-ду-Сул (порт. Nova Roma do Sul) — муниципалитет в Бразилии, входит в штат Риу-Гранди-ду-Сул. Составная часть мезорегиона Северо-восток штата Риу-Гранди-ду-Сул. Входит в экономико-статистический микрорегион Кашиас-ду-Сул. Население составляет 3086 человек на 2006 год. Занимает площадь 149,057 км². Плотность населения — 20,7 чел./км².

## История
Город основан 30 ноября 1987 года.

## Статистика
- Валовой внутренний продукт на 2003 составляет 39.159.319,00 реалов (данные: Бразильский институт географии и статистики).
- Валовой внутренний продукт на душу населения на 2003 составляет 12.792,98 реалов (данные: Бразильский институт географии и статистики).
- Индекс развития человеческого потенциала на 2000 составляет 0,830 (данные: Программа развития ООН).